# Kanał Wiński
Kanał Wiński, německy die Winske, je vodní kanál na řece Odře a také bývalé koryto řeky Odry ležící u ostrova Bolko v částech Nadodrze, Szczepanowice - Wójtowa Wieś a Winów města Opole (Opolí) v jižním Polsku. Geograficky se nachází v nížině Pradolina Wrocławska v Opolském vojvodství.

## Historie a popis kanálu

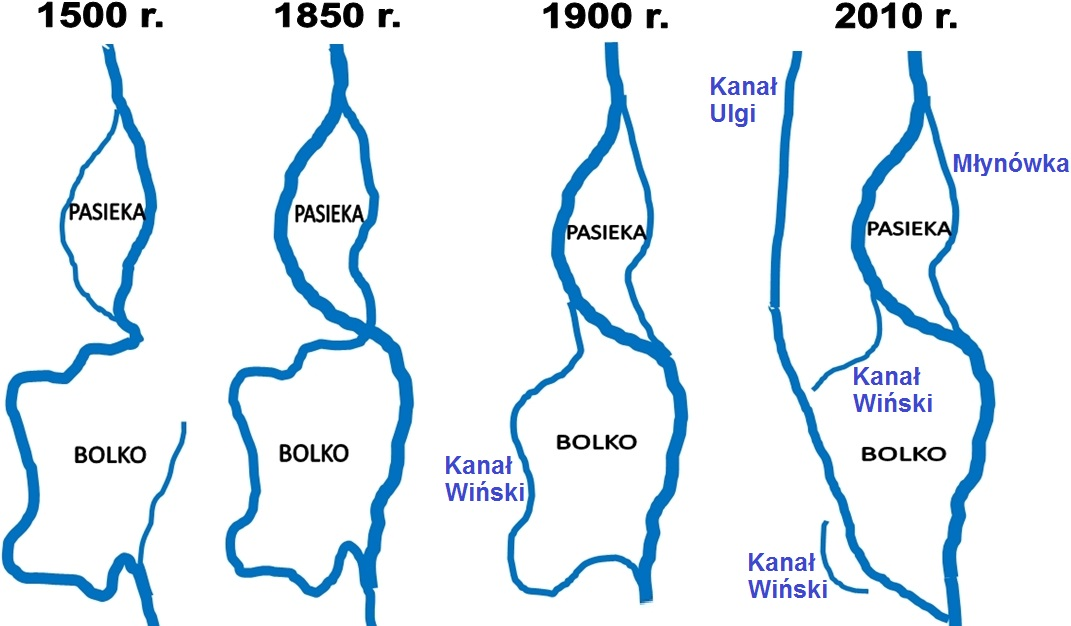
Historie toku řeky Odra ve městě Opole

Kanał Wiński byl původně hlavním korytem řeky Odry a svůj význam ztratil kolem roku 1600, kdy řeka v důsledku tehdejší velké povodně výrazně změnila svůj tok. Až do 19. století byl tento úsek řeky známý pod jménem Stara Odra (Stará Odra). V polovině 19. století bylo koryto Staré Odry odbahněno, pozměněno a ohrazeno hrázemi, které výrazně změnily tvar ostrova Bolko. Protože hlavní koryto Odry bylo pro plavbu příliš mělké, tak se lodě plavily po Staré Odře po dobu asi 30 let. Regulovaný vodní tok s ústím posunutým asi o 300 metrů na západ byl pak přejmenován na Kanał Wiński a fungoval jako plavební kanál až do roku 1893, kdy byl uzavřen opěrnou zdí v přívodním úseku. Od té doby se lodě plavily po hlavním prohloubeném korytě Odry. V letech 1968-1978 byl v důsledku prací na další části nového protipovodňového kanału Ulgi, kanał Wiński na jižním úseku částečně zasypán a protnut kanałem Ulgi. V důsledku výše uvedených změn zůstalo z kanáłu Wińského pouze malé jezero a slepé rameno Odry. Na základě rozsáhlých povodní v roce 1997 byl kanał Ulgi urychleně dostavěn včetně protipovodňových hrází a částečně obklopil a přetvořil ostrov Bolko a kanał Wiński.

## Galerie

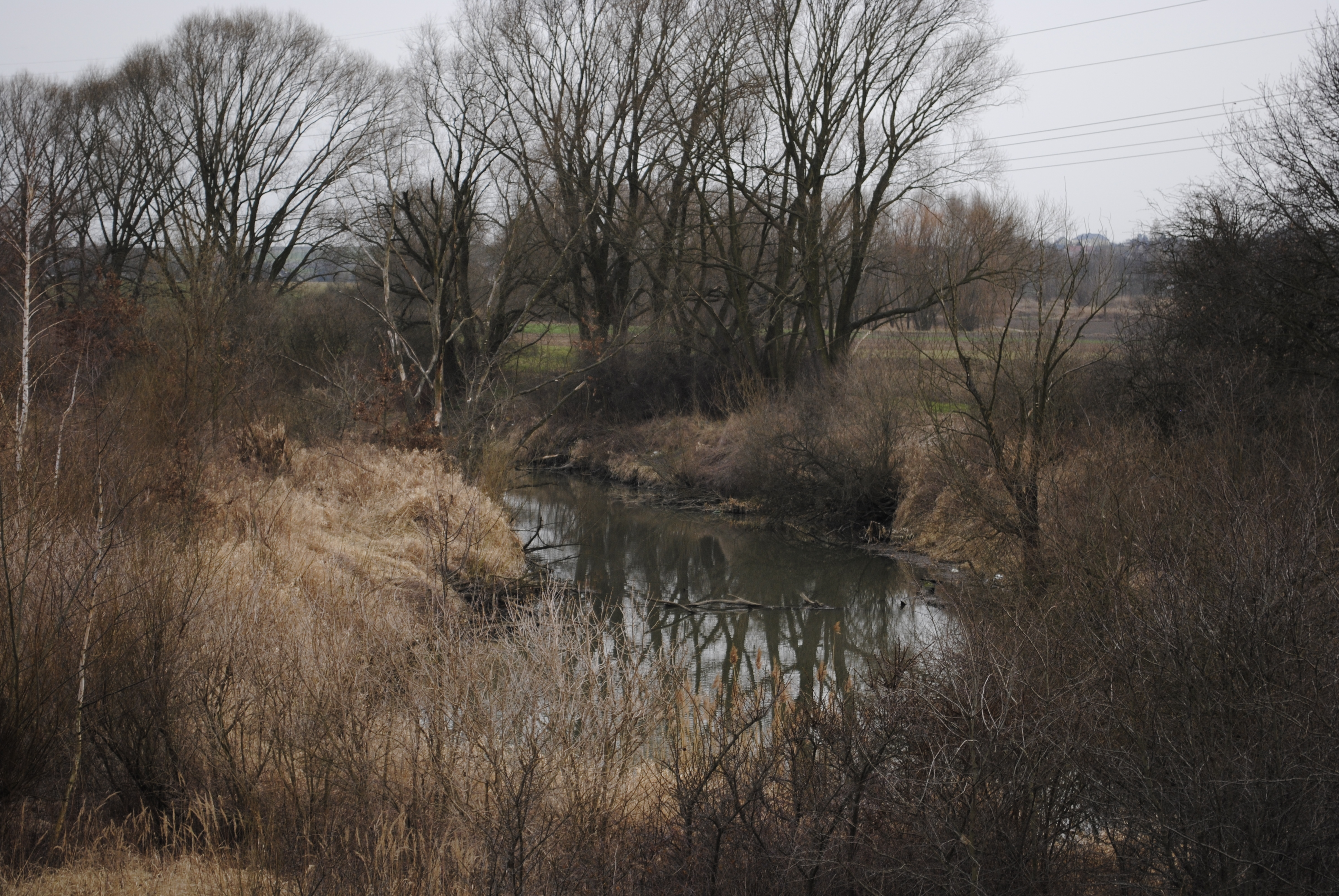
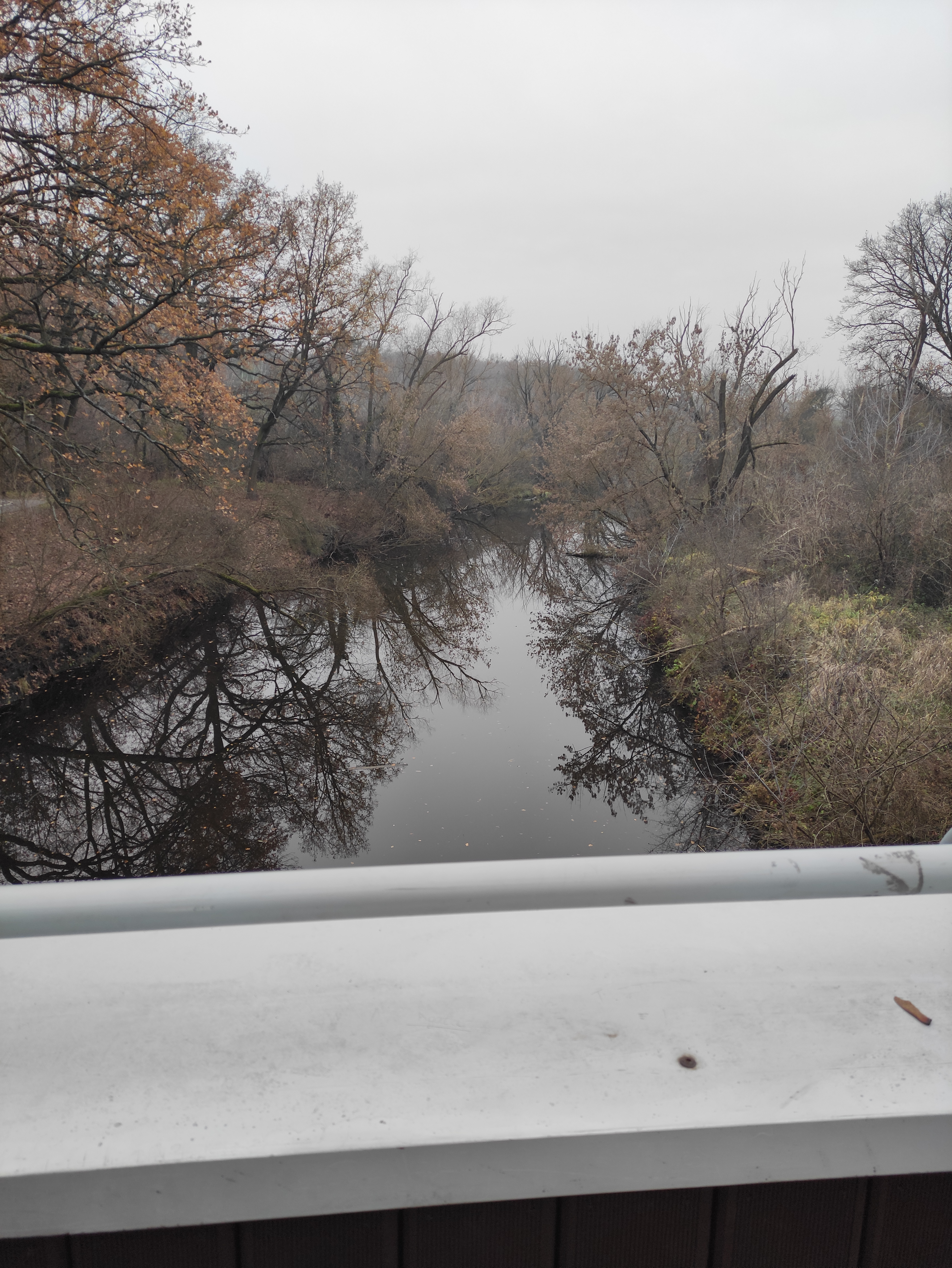
Fotografie kanálu z lávky